# Generalna Dyrekcja Regulacji Rzek Żeglownych
Generalna Dyrekcja Regulacji Rzek Żeglownych – jednostka organizacyjną, powstała na podstawie aktu normatywnego w postaci rozporządzenia Ministra Robót Publicznych z 1920 r., która stanowiła oddział Ministerstwa Robót Publicznych i podlegająca bezpośrednio Ministrowi. 
W 1923 r. jednostka uzyskała rangę departamentu Ministerstwa. Rozporządzenia Ministra Robót Publicznych pozostawało w ścisłym związku z ustawą z 1919 r. o budowie kanałów żeglownych oraz regulacji rzek żeglownych i spławnych. W ustawie wskazano na potrzebę wykonania – staraniem i nakładem państwa – regulacji i kanalizacji rzek żeglownych, budowę kanałów żeglownych, budowę zbiorników wodnych i innych poczynań z tego zakresu.

## Zakres działania Dyrekcji Generalnej
Do zakresu działania Generalnej Dyrekcji regulacji rzek żeglownych należało:
- opracowanie generalnych projektów regulacji rzek żeglownych oraz budowy portów rzecznych handlowych, drzewnych, zimowisk, ładowni i innych urządzeń potrzebnych dla żeglugi,
- zatwierdzanie szczegółowych projektów i naczelny nadzór techniczny nad wykonaniem robót regulacyjnych.

## Zakres oddziaływania Generalnej Dyrekcji
Działalność Generalnej Dyrekcji w zakresie regulacji cieków żeglownych obejmowała następujące przestrzenie rzek:
- Wisłę od zbiegu Małej Wisły i Przemszy w całej długości znajdującej się w administracji Państwa Polskiego;
- Przemszę od zbiegu Białej i Czarnej Przemszy pod Niwką do jej ujścia do Wisły;
- Dunajec od mostu drogowego w Zgłobicach do ujścia do Wisły;
- Nidę od połączenia z Czarną Nidą do jej ujścia do Wisły;
- San od ujścia Osławy do ujścia do Wisły;
- Wieprz od ujścia Bystrzycy do ujścia do Wisły;
- Pilicę od połączenia z Wolborką pod Tomaszowem do jej ujścia do Wisły;
- Bug od ujścia Raty do połączenia z Narwią i Bug-Narew do jego ujścia do Wisły;
- Biebrzę od połączenia z kanałem Augustowskim do ujścia do Narwi.

## Dyrekcje okręgowe
W celu regulacji rzek żeglownych i sprawowanie kierownictw budowy powołano cztery następujące okręgi okręgowe:
- okręg pomorski z siedzibą w Toruniu,
- okręg krakowski z siedzibą w Krakowie,
- okręg warszawski I – z siedzibą w Warszawie,
- okręg warszawski II – z siedzibą w Warszawie.

Według rozporządzenia Ministra Robót Publicznych z 1921 r. w przedmiocie częściowej zmiany rozporządzenia, zamiast dwóch okręgów w Warszawie, ustanowiono nowy okręg w Brześciu nad Bugiem.
Zadaniem dyrekcji okręgowych było utrzymanie drogi w stanie żeglownej, opracowywanie szczegółowych projektów uregulowania rzek, w tym:
- systematyczne obwałowania rzek,
- wykonanie robót i konserwacja wykonanych już budowli regulacyjnych i obwałowań,
- inspekcję żeglugi i spławu na rzekach i kanałach żeglownych,
- powołanie służby hydrograficznej,
- ogólna administracja wodna.

Roboty melioracyjne w dolinie rzek obwałowanych oraz konserwacja i zarząd wykonanych już budowli melioracyjnych dokonywano przy współudziale spółek wodnych i związków wałowych.

## Zmiany w działalności Dyrekcji Generalnej
Na podstawie rozporządzenia Ministra Robót Publicznych z 1923 r. zniesiono Generalną Dyrekcję a jej funkcję przekazano do departamentu wodnego Ministerstwa. W miejsce czterech dyrekcji okręgowych wprowadzono dwie dyrekcje dróg wodnych w Warszawie i Wilnie oraz określone przynależne jej rzeki.
Zmiany w działalności dyrekcji dróg wodnych pozostawały w ścisłym związku z ustawa z 1922 r. – Ustawa wodna, która regulowała wszystkie kwestie związane z wodą.

## Obowiązki dyrekcji dróg wodnych
W dziale budowlanym:
- opracowywanie generalnych i szczegółowych projektów regulacji rzek i kanałów żeglugi, oraz projektów, portów zimowisk i urządzeń potrzebnych dla żeglugi,
- zatwierdzanie szczegółowych kosztorysów nowych budowli w ramach zatwierdzonych przez Ministerstwo Robót Publicznych, kosztorysów generalnych i programu robót w granicach budżetu i do wysokości kwoty periodycznie przez Ministerstwo Robót Publicznych ustalanej,
- zatwierdzanie w granicach budżetu projektów i kosztorysów na wszelkie roboty zachowawcze,
- rozpisywanie i przeprowadzanie przetargów oraz zawieranie umów na dostawę materiałów budowlanych lub na wykonanie budowy w granicach jednorocznego budżetu i zatwierdzonego programu robót,
- utrzymanie należytej głębokości w nurcie, celem niesienia doraźnej pomocy żegludze,
- dokonywanie stałej kontroli budowlanej i przeprowadzanie kolaudacji wykonanych robót,
- sprawdzania merytoryczne wszelkich rachunków budowy i kosztów komisyjnych.

W dziale administracji wodnej:
- zarząd i ewidencja wszelkiej własności państwowe związanej z gospodarką wodną, w tym nieruchomej jak ruchomej własności, w granicach szczegółowych przepisów,
- inspekcja żeglugi i spławu oraz rejestracja statków,
- sygnalizacja stanów wody, pochodu lodów,
- sprawy hydrograficzne w rozmiarach przepisanych rozporządzeniem o służbie hydrograficznej,
- współudział w sprawach wodnych z władzami wojewódzkimi na żądanie tych władz.

W dziale administracji wewnętrznej:
- mianowanie służby rzecznej niższej – jak nadzorców rzek- służby na parostatkach i pogłębiarkach w granicach etatów i przeznaczonego na ten cel kredytu,
- przyjmowanie kontraktowych urzędników wyłącznie w ramach zezwolenia Ministerstwa,
- udzielanie urlopów do dni 8 oraz urlopów wypoczynkowych wszystkim urzędnikom i funkcjonariuszom,
- udzielanie remuneracji (odszkodowania) i zapomóg w granicach upoważnień,
- zwracanie się do Prokuratorii Generalnej o poradę i zastępstwo prawne w sprawach poruczonych administracji dyrekcji względnie podległych jej zarządom.

Ponadto do obowiązków dyrekcji dróg wodnych należało:
- wykonywanie szczegółowych pomiarów,
- opracowywanie szczegółowego projektu budowy w ramach zatwierdzonego programu robót,
- opracowywanie szczegółowych projektów i kosztorysu na wszelkie roboty zachowawcze,
- wykonywanie budowli regulacyjnych według zatwierdzonych projektów szczegółowych, zarządzanie we własnym zakresie działania robót zachowawczych w granicach zezwolonego na ten cel kredytu oraz zakup w drodze przetargu lub z wolnej ręki materiałów budowlanych do wysokości i w trybie odnośnymi rozporządzeniami ustanowionych,
- zakładanie nowych plantacji wiklinowych i ogólna administracja państwowymi plantacjami wiklinowymi,
- opieka nad nurtem rzeki, czyszczenie łożyska z pni, karczy i kamieni oraz wytyczanie i oświetlanie nurtu,
- inspekcja żeglugi i spławu, cechowanie galarów i rejestracja statków,
- współdziałanie z władzami administracyjnemu przy wykonywaniu policji rzecznej,
- administracja przydzielonego do robót taboru budowlanego i inspekcyjnego,
- ściąganie opłat żeglugowych,
- zaznaczanie miejsc poboru żwiru i piasku, stawianie kąpielowych urządzeń.